# Coupe du monde de saut à ski 2021-2022
Navigation
Édition précédente Édition suivante
La coupe du monde de saut à ski 2021-2022 est la 43e édition de la coupe du monde de saut à ski pour les messieurs et la 11e pour les dames, compétition de saut à ski organisée annuellement.
Durant la saison sont également programmés au mois de février les Jeux olympiques d'hiver 2022 à Pékin puis les Championnats du monde de vol à ski qui se déroulent du 11 au 13 mars 2022 à Vikersund.
Chez les messieurs, la cinquième édition du Raw Air en Norvège aura lieu du 2 mars au 8 mars et la quatrième édition  du Planica7 à Planica du 24 mars au 27 mars. 

Chez les dames compte pour la troisième fois le Raw Air dans la même période que leurs homologues masculins. Le Russia Tour Blue Bird fait office de finales de la saison féminine pour une troisième fois également du 19 mars au 27 mars. La première édition du Silvester Tournament à lieu en Slovénie à Ljubno le  31 décembre et 1er janvier.
Les tenants du titre sont le Norvégien Halvor Egner Granerud chez les messieurs et la Slovène Nika Križnar chez les dames.

## Programme de la saison
La saison des messieurs comporte 33 épreuves (dont 5 par équipe) et celle des dames en compte 27 (dont 1 par équipe) 
23 sites accueillent des épreuves de la coupe du monde messieurs (16) et dames (13) cette saison. Les sites de Lillehammer et Nijni Taguil accueillent deux fois les dames au cours de la saison, une première en début de saison et une deuxième lors du Raw Air et du Russia Tour Blue Bird. 

### Raw Air
Compétition créée en 2017, le Raw Air s'étends sur une semaine complète et sur 4 tremplins norvégiens (Oslo, Trondheim, Lillehammer et Vikersund). Le vainqueur est le sauteur qui aura la plus grande somme de points durant 16 sauts. (4 sauts de qualification, 8 sauts durant les quatre épreuves individuelles et 4 sauts durant les deux épreuves par équipes).

### Planica 7
Compétition créée en 2018, le Planica 7 s'étends sur 4 jours (qualification du jeudi, épreuves individuelles du vendredi et dimanche et enfin épreuve par équipe du samedi). Le vainqueur est le sauteur qui aura la plus grande somme de points durant les 7 sauts. (saut de la qualification, 4 sauts durant les épreuves individuelles et 2 sauts durant l'épreuve par équipes).

### Cartes
| [[Fichier:Europe laea location map with borders.svg\|720px\|{{#if:\|{{{alt}}}\|Coupe du monde de saut à ski 2021-2022 est dans la page Europe.]]Kuusamo/Ruka Nijni Taguil Tchaïkovski Engelberg Wisła Zakopane Lahti Holmenkollen Lillehammer Râșnov Ljubno Planica Coupe du monde de saut à ski 2021-2022 (Europe) |

| [[Fichier:Germany2 location map.svg\|200px\|{{#if:\|{{{alt}}}\|Coupe du monde de saut à ski 2021-2022 est dans la page Allemagne.]]Titisee Klingenthal Oberhof Oberstdorf Garmisch Willingen Coupe du monde de saut à ski 2021-2022 (Allemagne) |

| [[Fichier:Austria adm location map.svg\|200px\|{{#if:\|{{{alt}}}\|Coupe du monde de saut à ski 2021-2022 est dans la page Autriche.]]Innsbruck Kulm Ramsau Hinzenbach Bischofshofen Coupe du monde de saut à ski 2021-2022 (Autriche) |

| [[Fichier:Japan location map.svg\|200px\|{{#if:\|{{{alt}}}\|Coupe du monde de saut à ski 2021-2022 est dans la page Japon.]]Sapporo Zaō Coupe du monde de saut à ski 2021-2022 (Japon) |

 Tournée des Quatre tremplins
 Raw Air
 Planica7
 Russia Tour Blue Bird
 Silvester Tournament
 Alpenkrone

## Attribution des points
Les manches de Coupe du monde donnent lieu à l'attribution de points, dont le total détermine le classement général de la Coupe du monde.
Ces points sont attribués selon cette répartition :
| Place  | 1   | 2  | 3  | 4  | 5  | 6  | 7  | 8  | 9  | 10 | 11 | 12 | 13 | 14 | 15 | 16 | 17 | 18 | 19 | 20 | 21 | 22 | 23 | 24 | 25 | 26 | 27 | 28 | 29 | 30 |
| ------ | --- | -- | -- | -- | -- | -- | -- | -- | -- | -- | -- | -- | -- | -- | -- | -- | -- | -- | -- | -- | -- | -- | -- | -- | -- | -- | -- | -- | -- | -- |
| Points | 100 | 80 | 60 | 50 | 45 | 40 | 36 | 32 | 29 | 26 | 24 | 22 | 20 | 18 | 16 | 15 | 14 | 13 | 12 | 11 | 10 | 9  | 8  | 7  | 6  | 5  | 4  | 3  | 2  | 1  |

## Classements

### Hommes
| Rang | Nom                 | Points | Victoire(s) |
| ---- | ------------------- | ------ | ----------- |
|      | Ryōyū Kobayashi     | 1621   | 8           |
| 2    | Karl Geiger         | 1515   | 4           |
| 3    | Marius Lindvik      | 1231   | 5           |
| 4    | H. E. Granerud      | 1227   | 2           |
| 5    | Stefan Kraft        | 1069   | 4           |
| 6    | Markus Eisenbichler | 950    |             |
| 7    | Anže Lanišek        | 936    | 1           |
| 8    | Timi Zajc           | 711    | 1           |
| 9    | Jan Hörl            | 662    | 1           |
| 10   | Cene Prevc          | 657    |             |

| Rang | Nom             | Points | Victoire(s) |
| ---- | --------------- | ------ | ----------- |
|      | Žiga Jelar      | 270    | 1           |
| 2    | Timi Zajc       | 260    | 1           |
| 3    | Stefan Kraft    | 224    | 1           |
| 4    | Peter Prevc     | 194    |             |
| 5    | Anže Lanišek    | 171    |             |
| 6    | Marius Lindvik  | 160    | 1           |
| 6    | Piotr Żyła      | 160    |             |
| 8    | Yukiya Satō     | 151    |             |
| 9    | Ryōyū Kobayashi | 143    |             |
| 10   | Karl Geiger     | 95     |             |

| Rang | Nation    | Points |
| ---- | --------- | ------ |
|      | Autriche  | 5789   |
| 2    | Slovénie  | 5742   |
| 3    | Allemagne | 5389   |
| 4    | Norvège   | 5360   |
| 5    | Japon     | 4047   |
| 6    | Pologne   | 2321   |
| 7    | Suisse    | 881    |
| 8    | Russie    | 684    |
| 9    | Finlande  | 447    |
| 9    | Tchéquie  | 54     |

| Rang | Nom                 | Points |
| ---- | ------------------- | ------ |
| 1    | Ryōyū Kobayashi     | 1162.3 |
| 2    | Marius Lindvik      | 1138.1 |
| 3    | H. E. Granerud      | 1128.2 |
| 4    | Karl Geiger         | 1123.6 |
| 5    | Markus Eisenbichler | 1117.6 |
| 6    | Robert Johansson    | 1107.6 |
| 7    | Lovro Kos           | 1093.0 |
| 8    | Jan Hörl            | 1075.7 |
| 9    | Daniel Huber        | 1069.9 |
| 10   | Yukiya Satō         | 1064.7 |

| Rang | Nom                 | Points |
| ---- | ------------------- | ------ |
| 1    | Stefan Kraft        | 1203.3 |
| 2    | Karl Geiger         | 1172.6 |
| 3    | Ryōyū Kobayashi     | 1162.9 |
| 4    | Cene Prevc          | 1154.7 |
| 5    | Markus Eisenbichler | 1149.2 |
| 6    | H. E. Granerud      | 1132.9 |
| 7    | Robert Johansson    | 1132.1 |
| 8    | Manuel Fettner      | 1128.6 |
| 9    | Daniel-André Tande  | 1126.5 |
| 10   | Daniel Huber        | 1122.4 |

| Rang | Nom             | Points |
| ---- | --------------- | ------ |
| 1    | Timi Zajc       | 1532.5 |
| 2    | Marius Lindvik  | 1528.7 |
| 3    | Peter Prevc     | 1525.1 |
| 4    | Žiga Jelar      | 1512.9 |
| 5    | Anže Lanišek    | 1511.1 |
| 6    | Stefan Kraft    | 1501.2 |
| 7    | Yukiya Satō     | 1495.9 |
| 8    | H. E. Granerud  | 1474.4 |
| 9    | Ryōyū Kobayashi | 1468.1 |
| 10   | Kamil Stoch     | 1465.5 |

### Dames
| Rang | Nom                | Points |
| ---- | ------------------ | ------ |
|      | Marita Kramer      | 1316   |
| 2    | Nika Križnar       | 1191   |
| 3    | Urša Bogataj       | 1151   |
| 4    | Katharina Althaus  | 906    |
| 5    | Sara Takanashi     | 843    |
| 6    | Silje Opseth       | 731    |
| 7    | Ema Klinec         | 680    |
| 8    | Yūki Itō           | 449    |
| 9    | Lisa Eder          | 420    |
| 10   | J. Seifriedsberger | 393    |

| Rang | Nation    | Points |
| ---- | --------- | ------ |
|      | Slovénie  | 4570   |
| 2    | Autriche  | 3823   |
| 3    | Japon     | 2213   |
| 4    | Allemagne | 1931   |
| 5    | Norvège   | 1809   |
| 6    | Russie    | 897    |
| 7    | France    | 553    |
| 8    | Canada    | 391    |
| 9    | Suède     | 359    |
| 10   | Finlande  | 278    |

| Rang | Nom                  | Points |
| ---- | -------------------- | ------ |
| 1    | Marita Kramer        | 519.4  |
| 2    | Nika Križnar         | 515.2  |
| 3    | Sara Takanashi       | 513.0  |
| 4    | Urša Bogataj         | 511.4  |
| 5    | Ema Klinec           | 509.0  |
| 6    | D. I.-Stolz          | 489.2  |
| 7    | Katharina Althaus    | 488.2  |
| 8    | Nika Prevc           | 478.7  |
| 9    | Eva Pinkelnig        | 473.6  |
| 10   | Thea Minyan Bjørseth | 468.7  |

| Rang | Nom                  | Points |
| ---- | -------------------- | ------ |
| 1    | Nika Križnar         | 701.0  |
| 2    | Marita Kramer        | 684.3  |
| 3    | Lisa Eder            | 638.3  |
| 4    | Frida Westman        | 637.2  |
| 5    | J. Seifriedsberger   | 615.8  |
| 6    | Silje Opseth         | 611.9  |
| 7    | Thea Minyan Bjørseth | 611.5  |
| 8    | Špela Rogelj         | 605.2  |
| 9    | Sofia Tikhonova      | 601.7  |
| 10   | Abigail Strate       | 599.7  |

| Rang | Nom                | Points |
| ---- | ------------------ | ------ |
| 1    | Nika Križnar       | 1592.7 |
| 2    | Sara Takanashi     | 1553.1 |
| 3    | Urša Bogataj       | 1546.0 |
| 4    | Marita Kramer      | 1511.0 |
| 5    | Yūki Itō           | 1406.9 |
| 6    | Silje Opseth       | 1402.7 |
| 7    | Chiara Kreuzer     | 1318.8 |
| 8    | Joséphine Pagnier  | 1298.5 |
| 9    | Jerneja Brecl      | 1275.1 |
| 10   | J. Seifriedsberger | 1239.6 |

| Rang | Nom | Points |
| ---- | --- | ------ |
| 1    |     |        |
| 2    |     |        |
| 3    |     |        |
| 4    |     |        |
| 5    |     |        |
| 6    |     |        |
| 7    |     |        |
| 8    |     |        |
| 9    |     |        |
| 10   |     |        |

## Calendrier

### Messieurs

#### Épreuves individuelles
| Étape                                                                    | Lieu                                       | Tremplin                                   | Date                                       | Vainqueur                                           | Deuxième                                            | Troisième                                           | Leader du Général |
| 1                                                                        | Nijni Taguil                               | HS 134                                     | 20 novembre 2021                           | Karl Geiger                                         | Ryōyū Kobayashi                                     | Halvor E. Granerud                                  | Karl Geiger       |
| 2                                                                        | Nijni Taguil                               | HS 134                                     | 21 novembre 2021                           | Halvor E. Granerud                                  | Karl Geiger                                         | Stefan Kraft                                        | Karl Geiger       |
| 3                                                                        | Ruka                                       | HS 142                                     | 27 novembre 2021                           | Ryōyū Kobayashi                                     | Anže Lanišek                                        | Markus Eisenbichler                                 | Karl Geiger       |
| 4                                                                        | Ruka                                       | HS 142                                     | 28 novembre 2021                           | Anže Lanišek                                        | Karl Geiger                                         | Markus Eisenbichler                                 | Karl Geiger       |
| 5                                                                        | Wisła                                      | HS 134                                     | 5 décembre 2021                            | Jan Hörl                                            | Marius Lindvik                                      | Stefan Kraft                                        | Karl Geiger       |
| 6                                                                        | Klingenthal                                | HS 140                                     | 11 décembre 2021                           | Stefan Kraft                                        | Halvor E. Granerud                                  | Kamil Stoch                                         | Karl Geiger       |
| 7                                                                        | Klingenthal                                | HS 140                                     | 12 décembre 2021                           | Ryōyū Kobayashi                                     | Daniel-André Tande                                  | Marius Lindvik                                      | Karl Geiger       |
| 8                                                                        | Engelberg                                  | HS 140                                     | 18 décembre 2021                           | Karl Geiger                                         | Ryōyū Kobayashi                                     | Timi Zajc                                           | Karl Geiger       |
| 9                                                                        | Engelberg                                  | HS 140                                     | 19 décembre 2021                           | Ryōyū Kobayashi                                     | Karl Geiger                                         | Marius Lindvik                                      | Karl Geiger       |
| 70e Tournée des 4 tremplins (28 décembre 2021 au 6 janvier 2022)         |                                            |                                            |                                            |                                                     |                                                     |                                                     |                   |
| 10                                                                       | Oberstdorf                                 | HS 137                                     | 29 décembre 2021                           | Ryōyū Kobayashi                                     | Halvor E. Granerud                                  | Robert Johansson                                    | Karl Geiger       |
| 11                                                                       | Garmisch                                   | HS 142                                     | 1er janvier 2022                           | Ryōyū Kobayashi                                     | Markus Eisenbichler                                 | Lovro Kos                                           | Ryōyū Kobayashi   |
| -                                                                        | Innsbruck                                  | HS 130                                     | 4 janvier 2022                             | Compétition annulée et reprogrammée à Bischofshofen | Compétition annulée et reprogrammée à Bischofshofen | Compétition annulée et reprogrammée à Bischofshofen | Ryōyū Kobayashi   |
| 12                                                                       | Bischofshofen                              | HS 142                                     | 5 janvier 2022                             | Ryōyū Kobayashi                                     | Marius Lindvik                                      | Halvor E. Granerud                                  | Ryōyū Kobayashi   |
| 13                                                                       | Bischofshofen                              | HS 142                                     | 6 janvier 2022                             | Daniel Huber                                        | H. E. Granerud                                      | Karl Geiger                                         | Ryōyū Kobayashi   |
| Tournée des 4 tremplins - Classement final                               | Tournée des 4 tremplins - Classement final | Tournée des 4 tremplins - Classement final | Tournée des 4 tremplins - Classement final | Ryōyū Kobayashi                                     | Marius Lindvik                                      | Halvor E. Granerud                                  |                   |
| 14                                                                       | Bischofshofen                              | HS 142                                     | 8 janvier 2022                             | Marius Lindvik                                      | Halvor E. Granerud                                  | Jan Hörl                                            | R. Kobayashi      |
| 15                                                                       | Zakopane                                   | HS 140                                     | 16 janvier 2022                            | Marius Lindvik                                      | Karl Geiger                                         | Anže Lanišek                                        | R. Kobayashi      |
| 17                                                                       | Sapporo → Titisee-Neustadt                 | HS 137 → HS 140                            | 22 janvier 2022                            | Karl Geiger                                         | Anže Lanišek                                        | Markus Eisenbichler                                 | Karl Geiger       |
| 17                                                                       | Sapporo → Titisee-Neustadt                 | HS 137 → HS 140                            | 23 janvier 2022                            | Karl Geiger                                         | Anže Lanišek                                        | Markus Eisenbichler                                 | Karl Geiger       |
| 18                                                                       | Willingen                                  | HS 145                                     | 29 janvier 2022                            | Ryōyū Kobayashi                                     | Halvor E. Granerud                                  | Marius Lindvik                                      | Ryōyū Kobayashi   |
| 19                                                                       | Willingen                                  | HS 145                                     | 30 janvier 2022                            | Marius Lindvik                                      | Karl Geiger                                         | Cene Prevc                                          | Karl Geiger       |
| Jeux olympiques d'hiver de 2022 (4 au 22 février 2022)                   |                                            |                                            |                                            |                                                     |                                                     |                                                     |                   |
| JO                                                                       | Zhangjiakou                                | HS 106                                     | 6 février 2022                             | Ryōyū Kobayashi                                     | Manuel Fettner                                      | Dawid Kubacki                                       |                   |
| JO                                                                       | Zhangjiakou                                | HS 140                                     | 12 février 2022                            | Marius Lindvik                                      | Ryōyū Kobayashi                                     | Karl Geiger                                         |                   |
| Fin des Jeux olympiques d'hiver 2022                                     |                                            |                                            |                                            |                                                     |                                                     |                                                     |                   |
| 20                                                                       | Lahti                                      | HS 130                                     | 25 février 2022                            | Stefan Kraft                                        | Halvor E. Granerud                                  | Piotr Żyła                                          | Karl Geiger       |
| 21                                                                       | Lahti                                      | HS 130                                     | 27 février 2022                            | Halvor E. Granerud Ryōyū Kobayashi                  |                                                     | Stefan Kraft                                        | Ryōyū Kobayashi   |
| 5e édition du Raw Air (2 mars au 6 mars 2022)                            |                                            |                                            |                                            |                                                     |                                                     |                                                     |                   |
| 22                                                                       | Lillehammer                                | HS 140                                     | 3 mars 2022                                | Stefan Kraft                                        | Ryōyū Kobayashi                                     | Karl Geiger                                         | Ryōyū Kobayashi   |
| 23                                                                       | Oslo                                       | HS 134                                     | 5 mars 2022                                | Marius Lindvik                                      | Markus Eisenbichler                                 | Robert Johansson                                    | Ryōyū Kobayashi   |
| 24                                                                       | Oslo                                       | HS 134                                     | 6 mars 2022                                | Daniel-Andre Tande                                  | Anže Lanišek                                        | Stefan Kraft                                        | Ryōyū Kobayashi   |
| Raw Air - Classement Final                                               | Raw Air - Classement Final                 | Raw Air - Classement Final                 | Raw Air - Classement Final                 | Stefan Kraft                                        | Karl Geiger                                         | Ryōyū Kobayashi                                     |                   |
| Championnats du monde de vol à ski à Vikersund (11 mars au 13 mars 2022) |                                            |                                            |                                            |                                                     |                                                     |                                                     |                   |
| 25                                                                       | Oberstdorf                                 | HS 235                                     | 19 mars 2022                               | Stefan Kraft                                        | Žiga Jelar                                          | Timi Zajc                                           | Ryōyū Kobayashi   |
| 26                                                                       | Oberstdorf                                 | HS 235                                     | 20 mars 2022                               | Timi Zajc                                           | Piotr Żyła                                          | Stefan Kraft                                        | Ryōyū Kobayashi   |
| 4e édition du Planica7 (24 mars au 27 mars 2022)                         |                                            |                                            |                                            |                                                     |                                                     |                                                     |                   |
| 27                                                                       | Planica                                    | HS 240                                     | 25 mars 2022                               | Žiga Jelar                                          | Peter Prevc                                         | Anže Lanišek                                        | Ryōyū Kobayashi   |
| 28                                                                       | Planica                                    | HS 240                                     | 27 mars 2022                               | Marius Lindvik                                      | Yukiya Satō                                         | Peter Prevc                                         | Ryōyū Kobayashi   |
| Planica7 - Classement Final                                              | Planica7 - Classement Final                | Planica7 - Classement Final                | Planica7 - Classement Final                | Timi Zajc                                           | Marius Lindvik                                      | Peter Prevc                                         |                   |

#### Épreuves par équipes
| Étape                                                                    | Lieu          | Tremplin | Date            | Vainqueurs                                                               | Deuxièmes                                                                                        | Troisièmes                                                                                   |
| ------------------------------------------------------------------------ | ------------- | -------- | --------------- | ------------------------------------------------------------------------ | ------------------------------------------------------------------------------------------------ | -------------------------------------------------------------------------------------------- |
| 1                                                                        | Wisła         | HS 134   | 4 décembre 2021 | Autriche - Manuel Fettner - Jan Hörl - Daniel Huber - Stefan Kraft       | Allemagne - Pius Paschke - Stephan Leyhe - Markus Eisenbichler - Karl Geiger                     | Slovénie - Cene Prevc - Peter Prevc - Timi Zajc - Anže Lanišek                               |
| 2                                                                        | Bischofshofen | HS 142   | 9 janvier 2022  | Autriche - Manuel Fettner - Jan Hörl - Philipp Aschenwald - Daniel Huber | Japon - Yukiya Satō - Keiichi Satō - Junshirō Kobayashi - Ryōyū Kobayashi                        | Norvège - Daniel-André Tande - Johann André Forfang - Halvor Egner Granerud - Marius Lindvik |
| 3                                                                        | Zakopane      | HS 140   | 15 janvier 2022 | Slovénie - Lovro Kos - Peter Prevc - Timi Zajc - Anže Lanišek            | Allemagne - Severin Freund - Stephan Leyhe - Markus Eisenbichler - Karl Geiger                   | Japon - Yukiya Satō - Naoki Nakamura - Junshirō Kobayashi - Ryōyū Kobayashi                  |
| Jeux olympiques d'hiver de 2022 (4 au 20 février 2022)                   |               |          |                 |                                                                          |                                                                                                  |                                                                                              |
| JO                                                                       | Zhangjiakou   | HS 140   | 14 février 2022 | Autriche - Stefan Kraft - Jan Hörl - Daniel Huber - Manuel Fettner       | Slovénie - Lovro Kos - Cene Prevc - Timi Zajc - Peter Prevc                                      | Allemagne - Constantin Schmid - Stephan Leyhe - Markus Eisenbichler - Karl Geiger            |
| Fin des Jeux olympiques d'hiver 2022                                     |               |          |                 |                                                                          |                                                                                                  |                                                                                              |
| 4                                                                        | Lahti         | HS 130   | 26 février 2022 | Autriche - Jan Hörl - Clemens Aigner - Ulrich Wohlgenannt - Stefan Kraft | Slovénie - Žiga Jelar - Cene Prevc - Timi Zajc - Peter Prevc                                     | Allemagne - Constantin Schmid - Severin Freund - Markus Eisenbichler - Karl Geiger           |
| Championnats du monde de vol à ski à Vikersund (11 mars au 13 mars 2022) |               |          |                 |                                                                          |                                                                                                  |                                                                                              |
| 4e édition du Planica7 (24 mars au 27 mars 2022)                         |               |          |                 |                                                                          |                                                                                                  |                                                                                              |
| 5                                                                        | Planica       | HS240    | 26 mars 2022    | Slovénie - Žiga Jelar - Peter Prevc - Timi Zajc - Anže Lanišek           | Norvège - Marius Lindvik - Bendik Jakobsen Heggli - Johann André Forfang - Halvor Egner Granerud | Autriche - Michael Hayböck - Daniel Tschofenig - Manuel Fettner - Stefan Kraft               |

### Dames

#### Épreuves individuelles
| Étape                                                                      | Lieu                                    | Tremplin                                | Date                                    | Vainqueur                                                                           | Deuxième                                                                            | Troisième                                                                           | Leader du Général                                                                   |
| 1                                                                          | Nijni Taguil                            | HS 97                                   | 26 novembre 2021                        | Marita Kramer                                                                       | Ema Klinec                                                                          | Daniela I.-Stolz                                                                    | Marita Kramer                                                                       |
| 2                                                                          | Nijni Taguil                            | HS 97                                   | 27 novembre 2021                        | Ema Klinec                                                                          | Urša Bogataj                                                                        | Katharina Althaus                                                                   | Ema Klinec                                                                          |
| 3                                                                          | Lillehammer                             | HS 98                                   | 4 décembre 2021                         | Katharina Althaus                                                                   | Marita Kramer                                                                       | Urša Bogataj                                                                        | Marita Kramer                                                                       |
| 4                                                                          | Lillehammer                             | HS 140                                  | 5 décembre 2021                         | Marita Kramer                                                                       | Katharina Althaus                                                                   | Silje Opseth                                                                        | Marita Kramer                                                                       |
| 5                                                                          | Klingenthal                             | HS 140                                  | 10 décembre 2021                        | Marita Kramer                                                                       | Silje Opseth                                                                        | Urša Bogataj                                                                        | Marita Kramer                                                                       |
| 6                                                                          | Klingenthal                             | HS 140                                  | 11 décembre 2021                        | Marita Kramer                                                                       | Silje Opseth                                                                        | Katharina Althaus                                                                   | Marita Kramer                                                                       |
| 7                                                                          | Ramsau                                  | HS 98                                   | 17 décembre 2021                        | Marita Kramer                                                                       | Katharina Althaus                                                                   | Urša Bogataj                                                                        | Marita Kramer                                                                       |
| 1re édition du Silvester Tournament (31 décembre 2021 au 1er janvier 2022) |                                         |                                         |                                         |                                                                                     |                                                                                     |                                                                                     |                                                                                     |
| 8                                                                          | Ljubno                                  | HS 94                                   | 31 décembre 2021                        | Nika Križnar                                                                        | Marita Kramer                                                                       | Ema Klinec                                                                          | Marita Kramer                                                                       |
| 9                                                                          | Ljubno                                  | HS 94                                   | 1er janvier 2022                        | Sara Takanashi                                                                      | Urša Bogataj                                                                        | Marita Kramer                                                                       | Marita Kramer                                                                       |
| Silvester Tournament - Classement Final                                    | Silvester Tournament - Classement Final | Silvester Tournament - Classement Final | Silvester Tournament - Classement Final | Marita Kramer                                                                       | Nika Križnar                                                                        | Sara Takanashi                                                                      |                                                                                     |
| -                                                                          | Sapporo                                 | HS 137                                  | 8 janvier 2022                          | Compétitions annulées (épreuves non disputées en raison de la pandémie du COVID-19) | Compétitions annulées (épreuves non disputées en raison de la pandémie du COVID-19) | Compétitions annulées (épreuves non disputées en raison de la pandémie du COVID-19) | Compétitions annulées (épreuves non disputées en raison de la pandémie du COVID-19) |
| -                                                                          | Sapporo                                 | HS 137                                  | 9 janvier 2022                          | Compétitions annulées (épreuves non disputées en raison de la pandémie du COVID-19) | Compétitions annulées (épreuves non disputées en raison de la pandémie du COVID-19) | Compétitions annulées (épreuves non disputées en raison de la pandémie du COVID-19) | Compétitions annulées (épreuves non disputées en raison de la pandémie du COVID-19) |
| -                                                                          | Zaō                                     | HS 102                                  | 14 janvier 2022                         | Compétitions annulées (épreuves non disputées en raison de la pandémie du COVID-19) | Compétitions annulées (épreuves non disputées en raison de la pandémie du COVID-19) | Compétitions annulées (épreuves non disputées en raison de la pandémie du COVID-19) | Compétitions annulées (épreuves non disputées en raison de la pandémie du COVID-19) |
| -                                                                          | Zaō                                     | HS 102                                  | 15 janvier 2022                         | Compétitions annulées (épreuves non disputées en raison de la pandémie du COVID-19) | Compétitions annulées (épreuves non disputées en raison de la pandémie du COVID-19) | Compétitions annulées (épreuves non disputées en raison de la pandémie du COVID-19) | Compétitions annulées (épreuves non disputées en raison de la pandémie du COVID-19) |
| 10                                                                         | Willingen                               | HS 145                                  | 29 janvier 2022                         | Marita Kramer                                                                       | Katharina Althaus                                                                   | Ema Klinec                                                                          | Marita Kramer                                                                       |
| 11                                                                         | Willingen                               | HS 145                                  | 30 janvier 2022                         | Nika Križnar                                                                        | Katharina Althaus                                                                   | Aleksandra Kustova                                                                  | Marita Kramer                                                                       |
| Jeux olympiques d'hiver de 2022 (4 au 22 février 2022)                     |                                         |                                         |                                         |                                                                                     |                                                                                     |                                                                                     |                                                                                     |
| JO                                                                         | Zhangjiakou                             | HS 106                                  | 5 février 2022                          | Urša Bogataj                                                                        | Katharina Althaus                                                                   | Nika Križnar                                                                        |                                                                                     |
| Fin des Jeux olympiques d'hiver 2022                                       |                                         |                                         |                                         |                                                                                     |                                                                                     |                                                                                     |                                                                                     |
| 12                                                                         | Hinzenbach                              | HS 90                                   | 26 février 2022                         | Urša Bogataj                                                                        | Nika Križnar                                                                        | Lisa Eder                                                                           | Marita Kramer                                                                       |
| 13                                                                         | Hinzenbach                              | HS 90                                   | 27 février 2022                         | Nika Križnar                                                                        | Marita Kramer                                                                       | Joséphine Pagnier                                                                   | Marita Kramer                                                                       |
| Alpenkrone - Classement Final                                              | Alpenkrone - Classement Final           | Alpenkrone - Classement Final           | Alpenkrone - Classement Final           | Nika Križnar                                                                        | Marita Kramer                                                                       | Lisa Eder                                                                           |                                                                                     |
| 3e édition du Raw Air (2 mars au 6 mars 2022)                              |                                         |                                         |                                         |                                                                                     |                                                                                     |                                                                                     |                                                                                     |
| 14                                                                         | Lillehammer                             | HS 140                                  | 2 mars 2022                             | Sara Takanashi                                                                      | Nika Križnar                                                                        | Urša Bogataj                                                                        | Marita Kramer                                                                       |
| 15                                                                         | Lillehammer                             | HS 140                                  | 3 mars 2022                             | Marita Kramer                                                                       | Nika Križnar                                                                        | Urša Bogataj                                                                        | Marita Kramer                                                                       |
| 16                                                                         | Oslo                                    | HS 134                                  | 5 mars 2022                             | Silje Opseth                                                                        | Nika Križnar                                                                        | Sara Takanashi                                                                      | Marita Kramer                                                                       |
| 17                                                                         | Oslo                                    | HS 134                                  | 6 mars 2022                             | Sara Takanashi                                                                      | Urša Bogataj                                                                        | Yūki Itō                                                                            | Marita Kramer                                                                       |
| Raw Air - Classement Final                                                 | Raw Air - Classement Final              | Raw Air - Classement Final              | Raw Air - Classement Final              | Nika Križnar                                                                        | Sara Takanashi                                                                      | Urša Bogataj                                                                        |                                                                                     |
| 18                                                                         | Oberhof                                 | HS 100                                  | 12 mars 2022                            | Urša Bogataj                                                                        | Nika Križnar                                                                        | Katharina Althaus                                                                   | Marita Kramer                                                                       |
| 19                                                                         | Oberhof                                 | HS 100                                  | 13 mars 2022                            | Urša Bogataj                                                                        | Nika Križnar                                                                        | Ema Klinec                                                                          | Marita Kramer                                                                       |
| 2e édition du Russia Tour Blue Bird (19 mars au 27 mars 2022)              |                                         |                                         |                                         |                                                                                     |                                                                                     |                                                                                     |                                                                                     |
| -                                                                          | Nijni Taguil                            | HS 97                                   | 19 mars 2022                            | Annulé en raison de l'invasion par la Russie en Ukraine                             | Annulé en raison de l'invasion par la Russie en Ukraine                             | Annulé en raison de l'invasion par la Russie en Ukraine                             | Annulé en raison de l'invasion par la Russie en Ukraine                             |
| -                                                                          | Nijni Taguil                            | HS 97                                   | 20 mars 2022                            | Annulé en raison de l'invasion par la Russie en Ukraine                             | Annulé en raison de l'invasion par la Russie en Ukraine                             | Annulé en raison de l'invasion par la Russie en Ukraine                             | Annulé en raison de l'invasion par la Russie en Ukraine                             |
| -                                                                          | Tchaïkovski                             | HS 140                                  | 26 mars 2022                            | Annulé en raison de l'invasion par la Russie en Ukraine                             | Annulé en raison de l'invasion par la Russie en Ukraine                             | Annulé en raison de l'invasion par la Russie en Ukraine                             | Annulé en raison de l'invasion par la Russie en Ukraine                             |
| -                                                                          | Tchaïkovski                             | HS 140                                  | 27 mars 2022                            | Annulé en raison de l'invasion par la Russie en Ukraine                             | Annulé en raison de l'invasion par la Russie en Ukraine                             | Annulé en raison de l'invasion par la Russie en Ukraine                             | Annulé en raison de l'invasion par la Russie en Ukraine                             |
| Russia Tour Blue Bird - Classement Final                                   |                                         |                                         |                                         |                                                                                     |                                                                                     |                                                                                     |                                                                                     |

#### Épreuves par équipes
| Étape | Lieu       | Tremplin | Date            | Vainqueurs                                                                         | Deuxièmes                                                                        | Troisièmes                                                        |
| ----- | ---------- | -------- | --------------- | ---------------------------------------------------------------------------------- | -------------------------------------------------------------------------------- | ----------------------------------------------------------------- |
| 1     | Hinzenbach | HS 90    | 25 février 2022 | Autriche - Chiara Kreuzer - Jacqueline Seifriedsberger - Lisa Eder - Marita Kramer | Russie - Aleksandra Kustova - Irma Makhinia - Sofia Tikhonova - Irina Avvakumova | Slovénie - Urša Bogataj - Maja Vtič - Špela Rogelj - Nika Križnar |

### Mixte
| Étape                                                  | Lieu        | Tremplin | Date            | Vainqueurs                                                       | Deuxièmes                                                                              | Troisièmes                                                                            |
| ------------------------------------------------------ | ----------- | -------- | --------------- | ---------------------------------------------------------------- | -------------------------------------------------------------------------------------- | ------------------------------------------------------------------------------------- |
| 1                                                      | Willingen   | HS 145   | 28 janvier 2022 | Slovénie - Ema Klinec - Cene Prevc - Urša Bogataj - Anže Lanišek | Norvège - Thea Minyan Bjørseth - Halvor Egner Granerud - Silje Opseth - Marius Lindvik | Autriche - Eva Pinkelnig - Daniel Huber - Marita Kramer - Stefan Kraft                |
| Jeux olympiques d'hiver de 2022 (4 au 20 février 2022) |             |          |                 |                                                                  |                                                                                        |                                                                                       |
| JO                                                     | Zhangjiakou | HS 106   | 7 février 2022  | Slovénie - Nika Križnar - Timi Zajc - Urša Bogataj - Peter Prevc | ROC - Irma Makhinia - Danil Sadreev - Irina Avvakumova - Evgeniy Klimov                | Canada - Alexandria Loutitt - Matthew Soukup - Abigail Strate - Mackenzie Boyd-Clowes |
| Fin des Jeux olympiques d'hiver 2022                   |             |          |                 |                                                                  |                                                                                        |                                                                                       |
| 2                                                      | Oslo        | HS 134   | 4 mars 2022     | Slovénie- Urša Bogataj - Lovro Kos - Nika Križnar - Timi Zajc    | Autriche - Chiara Kreuzer - Manuel Fettner - Marita Kramer - Stefan Kraft              | Norvège - Anna Odine Strøm - Robert Johansson - Silje Opseth - Halvor Egner Granerud  |